# 线裂凤尾蕨
线裂凤尾蕨（学名：Pteris angustipinnula）为凤尾蕨科凤尾蕨属下的一个种。

## 扩展阅读
- 維基物種上的相關：线裂凤尾蕨